# Pat Flaherty
George Francis Patrick Flaherty Jr. detto Pat (Glendale, 6 gennaio 1926 – Oxnard, 9 aprile 2002) è stato un pilota automobilistico statunitense vincitore della 500 Miglia di Indianapolis 1956 su una vettura Watson con motore Offenhauser.
Tra il 1950 e il 1960 la 500 Miglia faceva parte del Campionato mondiale di Formula 1, per questo motivo Flaherty ha all'attivo anche 6 Gran Premi, una vittoria ed una pole position in F1.
Flaherty è stato sepolto presso il cimitero di Santa Clara ad Oxnard, California.

## Risultati in Formula 1
| 1950 | Scuderia                    | Vettura           |  |  |    |  |  |  |  |  |  |  |  | Punti | Pos. |
| ---- | --------------------------- | ----------------- |  |  | -- |  |  |  |  |  |  |  |  | ----- | ---- |
| 1950 | Granatelli-Sabourin/Grancor | Kurtis Kraft 3000 |  |  | 10 |  |  |  |  |  |  |  |  | 0     |      |

| 1953 | Scuderia             | Vettura           |  |     |  |  |  |  |  |  |  |  |  | Punti | Pos. |
| ---- | -------------------- | ----------------- |  | --- |  |  |  |  |  |  |  |  |  | ----- | ---- |
| 1953 | Peter Schmidt racing | Kurtis Kraft 3000 |  | Rit |  |  |  |  |  |  |  |  |  | 0     |      |

| 1954 | Scuderia                                              | Vettura                                                     |  |     |  |  |  |  |  |  |  |  |  | Punti | Pos. |
| ---- | ----------------------------------------------------- | ----------------------------------------------------------- |  | --- |  |  |  |  |  |  |  |  |  | ----- | ---- |
| 1954 | Shouse Motors NQ Dunn Engineering NQ Bardahl/Ed Walsh | Kurtis Kraft 500A NQ Kurtis Kraft 500A NQ Kurtis Kraft 500C |  | Rit |  |  |  |  |  |  |  |  |  | 0     |      |

| 1955 | Scuderia         | Vettura           |  |  |    |  |  |  |  |  |  |  |  | Punti | Pos. |
| ---- | ---------------- | ----------------- |  |  | -- |  |  |  |  |  |  |  |  | ----- | ---- |
| 1955 | Dunn Engineering | Kurtis Kraft 500B |  |  | 10 |  |  |  |  |  |  |  |  | 0     |      |

| 1956 | Scuderia  | Vettura              |  |  |   |  |  |  |  |  |  |  |  | Punti | Pos. |
| ---- | --------- | -------------------- |  |  | - |  |  |  |  |  |  |  |  | ----- | ---- |
| 1956 | John Zink | Watson Indy Roadster |  |  | 1 |  |  |  |  |  |  |  |  | 8     | 5º   |

| 1959 | Scuderia  | Vettura              |  |     |  |  |  |  |  |  |  |  |  | Punti | Pos. |
| ---- | --------- | -------------------- |  | --- |  |  |  |  |  |  |  |  |  | ----- | ---- |
| 1959 | John Zink | Watson Indy Roadster |  | Rit |  |  |  |  |  |  |  |  |  |       |      |

| Legenda | 1º posto     | 2º posto | 3º posto    | A punti         | Senza punti/Non class.  | Grassetto – Pole position Corsivo – Giro più veloce |
| Legenda | Squalificato | Ritirato | Non partito | Non qualificato | Solo prove/Terzo pilota | Grassetto – Pole position Corsivo – Giro più veloce |